# Huntington (Iowa)
Pour les articles homonymes, voir Huntington.
Huntington est une communauté non constituée en municipalité, du comté d'Emmet en Iowa, aux États-Unis. La ville est fondée en 1899.
Le bureau de poste est inauguré en 1899 et fermé en 1957,.

## Source de la traduction
- (en) Cet article est partiellement ou en totalité issu de l’article de Wikipédia en anglais intitulé « Huntington, Iowa » (voir la liste des auteurs).